# Francisco Mendonça
Francisco Paulo dos Santos Mendonça (ur. 25 stycznia 1886 w Cartaxo, zm. ?) – portugalski strzelec, olimpijczyk.
Startował na igrzyskach w Paryżu w 1924, gdzie wystąpił w dwóch konkurencjach. Najwyższą jego pozycją było 17. miejsce w strzelaniu z pistoletu szybkostrzelnego z 25 metrów. 
Medalista mistrzostw Portugalii w strzelectwie. Przynajmniej trzy razy był indywidualnym mistrzem kraju (w strzelaniu z broni wojskowej – było to w latach: 1919, 1922 i 1924). Reprezentant kraju na arenie międzynarodowej, m.in. w latach 1924–1925 (w strzelaniu z pistoletu).

## Wyniki olimpijskie
| Igrzyska | Konkurencja                       | Wynik       | Miejsce     | Źródło |
| -------- | --------------------------------- | ----------- | ----------- | ------ |
| IO 1924  | Pistolet szybkostrzelny, 25 m     | 17 punktów  | 17 (na 55)  | [ 3 ]  |
| IO 1924  | Karabin małokalibrowy leżąc, 50 m | 371 punktów | 49T (na 66) | [ 4 ]  |